# Čohovo
Čohovo este o localitate din comuna Cerknica, Slovenia, cu o populație de 0 locuitori.